# Claes Linroth
Claes Linroth, före adlandet Linderoth, född 11 mars 1660 på Frötuna, död 19 december 1726 i Stockholm, var en svensk militär godsägare och brukspatron.
Han var son till brukspatronen Elias Linderoth (1620-1691) och Catharina Danckwardt (1623-1710) samt dotterson till brukspatronen Daniel Mattsson. Han var från 1691 gift med sin systers svägerska Sara Ehrenpreus (1673-1746) som var dotter till bruksägaren Hans Ehrenpreus (1636-1711). Paret fick tio barn varav sönerna Hans Gustaf Linroth (1695-1729) blev assessor, Salomon Linroth (1708-1756) brukspatron och Carl Linroth (1712-1792) överste. 
Linroth blev student vid Uppsala universitet 1670 och fänrik vid Närkes och Värmlands regemente 1684 och löjtnant där 1691. Han erhöll avsked 1692 med majors karaktär och var därefter verksam som lantbrukare och brukspatron. 
Som godsägare och lantbrukare drev han jordbruken vid 
Alkvettern (Övre Lanfors) 1691-1726 och
Alkvetterns bruk (Nedre Lanfors) 1691-1726 vid Alkvetterns herrgård i Bjurtjärn, Lesjöfors i Rämmen 1695-1726, Storfors i Kroppa 1720-1726 dessutom arrenderade han Nykroppa i Kroppa 1700-1714 och från 1714 som ägare, han arrenderade även egendomen Gammelkroppa i Kroppa 1697-1714. Alkvättern och Storfors köpte han från kronan med skattefrihet. Dessutom drev han bruksrörelser och gruvor på flera platser bland annat Övre Lanfors hammare och Nedre Lanafors hammare vid Alkvettern, Lesjöfors bruk, Storfors bruk, Gammelkroppa hyttan samt Nykroppa bruksom han köpte 1714 och slog ihop med Storfors bruk. Tillsammans med Johan Linroth, Christian von Nackreij, Petter Lindbom (1662-1717), bergsfogden Olof Norijn och några bergsmän startade man 1704 ett gruvbolag för att exploatera kopparfyndigheten som hittades i Stjärnberget samma år. Linroth begärde hos Bergskollegium privilegium på fyndigheten, och rätt att vid  Stjärnforsen, mellan sjöarna Bredreven och Mögreven få bygga en kopparhytta. Enligt 1711 års bergmästarberättelse bestod den av en smält- och garugn, ett vändrosthus med sju ugnar, boningsrum för bokhållare och hyttfolk samt spannmålsbodar. Under 1705 bröts 490 ton malm och året efter sysselsattes en gruvfogde och åtta man. År 1708 bröts omkring 100 ton malm. Gruvbrytningen upphörde 1710, varvid det uppgavs att det ej fanns någon malm kvar.
Tillsammans med sina bröder blev han adlad 1693 och  introducerad under nummer 1222. Linroth ligger begraven i Linrothska familjegraven vid Bjurtjärns kyrka, där hans vapensköld är upphängd.